# 39-й отдельный зенитный артиллерийский дивизион
39-й отдельный зенитный артиллерийский дивизион - воинское подразделение вооружённых СССР в Великой Отечественной войне. Во время ВОВ существовало два формирования подразделения с одним и тем же номером.

## 39-й отдельный зенитный артиллерийский дивизион 8-й армии
Принимал участие в Зимней войне
В составе действующей армии во время ВОВ с 22 июня 1941 года по 20 июня 1942 года
На 22.06.1941 года находился в составе 11-го стрелкового корпуса в Литве, обеспечивал воздушное прикрытие корпуса. По-видимому, отходил от границы вместе с корпусом на территорию Эстонии в район Тарту, ведёт бои недалеко от эстонского города Раквере, попал в окружение, затем через Нарву вышел к Ленинграду.
С сентября 1941 года находился на Ораниенбаумском плацдарме
20 июня 1942 переименован в 116-й отдельный зенитный артиллерийский дивизион

### Подчинение
| Дата            | Фронт (округ)         | Армия                         | Корпус                 | Дивизия | Бригада | Примечания |
| --------------- | --------------------- | ----------------------------- | ---------------------- | ------- | ------- | ---------- |
| 22.06.1941 года | Северо-Западный фронт | 8-я армия                     | 11-й стрелковый корпус | —       | —       | —          |
| 01.07.1941 года | Северо-Западный фронт | 8-я армия                     | 11-й стрелковый корпус | —       | —       | —          |
| 10.07.1941 года | Северо-Западный фронт | 8-я армия                     | 11-й стрелковый корпус | —       | —       | —          |
| 01.08.1941 года | Северный фронт        | 8-я армия                     | 11-й стрелковый корпус | —       | —       | —          |
| 01.09.1941 года | Ленинградский фронт   | 8-я армия                     | —                      | —       | —       | —          |
| 01.10.1941 года | Ленинградский фронт   | 8-я армия                     | —                      | —       | —       | —          |
| 01.11.1941 года | Ленинградский фронт   | 8-я армия                     | —                      | —       | —       | —          |
| 01.12.1941 года | Ленинградский фронт   | 8-я армия                     | —                      | —       | —       | —          |
| 01.01.1942 года | Ленинградский фронт   | Приморская оперативная группа | —                      | —       | —       | —          |
| 01.02.1942 года | Ленинградский фронт   | Приморская оперативная группа | —                      | —       | —       | —          |
| 01.03.1942 года | Ленинградский фронт   | Приморская оперативная группа | —                      | —       | —       | —          |
| 01.04.1942 года | Ленинградский фронт   | Приморская оперативная группа | —                      | —       | —       | —          |
| 01.05.1942 года | Ленинградский фронт   | Приморская оперативная группа | —                      | —       | —       | —          |
| 01.06.1942 года | Ленинградский фронт   | Приморская оперативная группа | —                      | —       | —       | —          |

## 39-й отдельный зенитный артиллерийский дивизион 39-й танковой дивизии
В составе действующей армии с 22 июня 1941 года по 19 сентября 1941 года.
Являлся зенитным дивизионом 39-й танковой дивизии, по-видимому сформирован вместе с ней в марте 1941 года. совершила марш из Черновиц в Волока, Луковица
На 22 июня 1941 года совершал марш из Черновиц в Волока, Луковицу. Действуя в составе дивизии обеспечивал её воздушное прикрытие на Днестре, к 4 июля 1941 года был в Дунаевцах. С 7 июля 1941 года отходит от Бердичева на восток.
Расформирован вместе с дивизией 19 сентября 1941 года

### Подчинение
Смотри статью 39-я танковая дивизия